# Mr. Up's Trip Tripped Up
Mr. Up's Trip Tripped Up è un cortometraggio muto del 1912.

## Produzione
Il film fu prodotto dalla Essanay Film Manufacturing Company. Il nome del regista non viene riportato.

## Distribuzione
Distribuito dalla General Film Company, il film - un cortometraggio a una bobina - uscì nelle sale cinematografiche USA il 15 novembre 1912.